# Charles-Louis Largeteau
Charles-Louis Largeteau (1791-1857) est un physicien et astronome français.

## Biographie
Né à Mouilleron-en-Pareds en Vendée dans une famille modeste (son père est canonnier), Charles-Louis Largeteau effectue de brillantes études qui le mènent à l'École impériale polytechnique dont il sort sous-lieutenant dans le corps royal des ingénieurs géographes en 1813.
Il participe aux côtés de John Herschel à l'étude, commanditée par les gouvernements français et britannique, de la différence de longitude entre les observatoires de Paris et de Greenwich. En 1829, il entre au Bureau des Longitudes et devient en 1832, le secrétaire-bibliothécaire de l'Observatoire de Paris. Il y travaille à la mise à jour de La connaissance des temps, l'éphéméride stellaire employé par de nombreux navigateurs, géographes et astronomes de l'époque.
Il met au point une méthode de calcul des tables lunaires permettant de déterminer les phases de la Lune sur des durées bien plus longues qu'auparavant.
Présenté à l’Académie des sciences, ce travail vaut à son auteur d'obtenir un siège d'académicien libre à l’Institut de France. 
Âgé de 66 ans et père d'une fille, il meurt à Pouzauges (Vendée) en 1857.

## Sources
- Notice dans les archives départementales de la Vendée